# Vòng loại Giải vô địch bóng đá thế giới 2014 – Khu vực châu Âu (Bảng D)
Dưới đây là kết quả các trận đấu trong khuôn khổ bảng D - vòng loại giải vô địch bóng đá thế giới 2014 - khu vực châu Âu. 6 đội bóng châu Âu bao gồm Hà Lan, Thổ Nhĩ Kỳ, Hungary, Romania, Estonia và Andorra, thi đấu trong hai năm 2012 và 2013, theo thể thức lượt đi-lượt về, vòng tròn tính điểm, lấy hai đội đầu bảng tham gia vòng chung kết.
Sau khi kết thúc vòng loại, Hà Lan đã chính thức giành quyền tham dự World Cup 2014 và Romania sẽ tham dự vòng đấu play-off.

## Bảng xếp hạng
| Đội         | ST | T | H | B  | BT | BB | HS  | Đ  |  | Hà Lan | România | Hungary | Thổ Nhĩ Kỳ | Estonia | Andorra |
| ----------- | -- | - | - | -- | -- | -- | --- | -- |  | ------ | ------- | ------- | ---------- | ------- | ------- |
| Hà Lan (Q)  | 10 | 9 | 1 | 0  | 34 | 5  | +29 | 28 |  |        | 4–0     | 8–1     | 2–0        | 3–0     | 3–0     |
| România (A) | 10 | 6 | 1 | 3  | 19 | 12 | +7  | 19 |  | 1–4    |         | 3–0     | 0–2        | 2–0     | 4–0     |
| Hungary     | 10 | 5 | 2 | 3  | 21 | 20 | +1  | 17 |  | 1–4    | 2–2     |         | 3–1        | 5–1     | 2–0     |
| Thổ Nhĩ Kỳ  | 10 | 5 | 1 | 4  | 16 | 9  | +7  | 16 |  | 0–2    | 0–1     | 1–1     |            | 3–0     | 5–0     |
| Estonia     | 10 | 2 | 1 | 7  | 6  | 20 | −14 | 7  |  | 2–2    | 0–2     | 0–1     | 0–2        |         | 2–0     |
| Andorra     | 10 | 0 | 0 | 10 | 0  | 30 | −30 | 0  |  | 0–2    | 0–4     | 0–5     | 0–2        | 0–1     |         |

## Kết quả
Một cuộc họp được tổ chức vào ngày 24 tháng 10 năm 2011 tại Amsterdam, Hà Lan, để xác định lịch thi đấu. Tuy nhiên, cuộc họp đã không thành công và một lịch trình không thể xác định được. FIFA cho các đội bóng tham gia cho đến cuối tháng 12 năm 2011 để hoàn thành lịch trình, với lịch thi đấu được tổ chức vào ngày 21 tháng 12 ở Amsterdam.
| Estonia | 0–2      | România                |
| ------- | -------- | ---------------------- |
|         | Chi tiết | Torje 56' · Marica 76' |

| Andorra | 0–5      | Hungary                                                      |
| ------- | -------- | ------------------------------------------------------------ |
|         | Chi tiết | Juhász 12' · Gera 33' · Szalai 54' · Priskin 68' · Koman 82' |

| Hà Lan                          | 2–0      | Thổ Nhĩ Kỳ |
| ------------------------------- | -------- | ---------- |
| Van Persie 17' · Narsingh 90+3' | Chi tiết |            |

| România                                         | 4–0      | Andorra |
| ----------------------------------------------- | -------- | ------- |
| Torje 29' · Lazăr 44' · Găman 90' · Maxim 90+3' | Chi tiết |         |

| Thổ Nhĩ Kỳ                      | 3–0      | Estonia |
| ------------------------------- | -------- | ------- |
| Emre 44' · Bulut 60' · İnan 75' | Chi tiết |         |

| Hungary              | 1–4      | Hà Lan                                          |
| -------------------- | -------- | ----------------------------------------------- |
| Dzsudzsák 7' (ph.đ.) | Chi tiết | Lens 3', 53' · Martins Indi 19' · Huntelaar 75' |

| Thổ Nhĩ Kỳ | 0–1      | România    |
| ---------- | -------- | ---------- |
|            | Chi tiết | Grozav 45' |

| Estonia | 0–1      | Hungary    |
| ------- | -------- | ---------- |
|         | Chi tiết | Hajnal 46' |

| Hà Lan                                         | 3–0      | Andorra |
| ---------------------------------------------- | -------- | ------- |
| Van der Vaart 7' · Huntelaar 15' · Schaken 50' | Chi tiết |         |

| Andorra | 0–1      | Estonia  |
| ------- | -------- | -------- |
|         | Chi tiết | Oper 57' |

| România    | 1–4      | Hà Lan                                                                    |
| ---------- | -------- | ------------------------------------------------------------------------- |
| Marica 40' | Chi tiết | Lens 9' · Martins Indi 29' · Van der Vaart 45+1' (ph.đ.) · Van Persie 86' |

| Hungary                                   | 3–1      | Thổ Nhĩ Kỳ |
| ----------------------------------------- | -------- | ---------- |
| Koman 31' · Szalai 50' · Gera 57' (ph.đ.) | Chi tiết | Erdinç 22' |

| Andorra | 0–2      | Thổ Nhĩ Kỳ              |
| ------- | -------- | ----------------------- |
|         | Chi tiết | İnan 30' · Yılmaz 45+1' |

| Hungary                             | 2–2      | România                          |
| ----------------------------------- | -------- | -------------------------------- |
| Vanczák 16' · Dzsudzsák 71' (ph.đ.) | Chi tiết | Mutu 68' (ph.đ.) · Chipciu 90+2' |

| Hà Lan                                           | 3–0      | Estonia |
| ------------------------------------------------ | -------- | ------- |
| Van der Vaart 47' · Van Persie 72' · Schaken 84' | Chi tiết |         |

| Estonia                    | 2–0      | Andorra |
| -------------------------- | -------- | ------- |
| Anier 45+1' · Lindpere 61' | Chi tiết |         |

| Thổ Nhĩ Kỳ | 1–1      | Hungary  |
| ---------- | -------- | -------- |
| Yılmaz 64' | Chi tiết | Böde 71' |

| Hà Lan                                                     | 4–0      | România |
| ---------------------------------------------------------- | -------- | ------- |
| Van der Vaart 12' · Van Persie 56', 65' (ph.đ.) · Lens 90' | Chi tiết |         |

| România                               | 3–0      | Hungary |
| ------------------------------------- | -------- | ------- |
| Marica 2' · Pintilii 31' · Tănase 88' | Chi tiết |         |

| Thổ Nhĩ Kỳ                                   | 5–0      | Andorra |
| -------------------------------------------- | -------- | ------- |
| Bulut 35', 39', 67' · Yılmaz 64' · Turan 90' | Chi tiết |         |

| Estonia            | 2–2      | Hà Lan                               |
| ------------------ | -------- | ------------------------------------ |
| Vassiljev 18', 57' | Chi tiết | Robben 2' · Van Persie 90+4' (ph.đ.) |

| România | 0–2      | Thổ Nhĩ Kỳ                |
| ------- | -------- | ------------------------- |
|         | Chi tiết | Yılmaz 22' · Erdinç 90+4' |

| Andorra | 0–2      | Hà Lan              |
| ------- | -------- | ------------------- |
|         | Chi tiết | Van Persie 50', 54' |

| Hungary                                                                | 5–1      | Estonia  |
| ---------------------------------------------------------------------- | -------- | -------- |
| Klavan 11' (l.n.) · Hajnal 21' · Böde 41' · Németh 69' · Dzsudzsák 85' | Chi tiết | Kink 48' |

| Andorra | 0–4      | România                                                 |
| ------- | -------- | ------------------------------------------------------- |
|         | Chi tiết | Keserü 43' · Stancu 53' · Torje 63' (ph.đ.) · Lazăr 85' |

| Estonia | 0–2      | Thổ Nhĩ Kỳ             |
| ------- | -------- | ---------------------- |
|         | Chi tiết | Bulut 22' · Yılmaz 47' |

| Hà Lan | 8–1      | Hungary               |
| --- | -------- | --------------------- |
| Van Persie 16', 44', 53' · Strootman 25' · Lens 38' · Devecseri 65' (l.n.) · Van der Vaart 86' · Robben 90' | Chi tiết | Dzsudzsák 47' (ph.đ.) |

| Hungary                       | 2–0      | Andorra |
| ----------------------------- | -------- | ------- |
| Nikolić 51' · Lima 76' (l.n.) | Chi tiết |         |

| România                 | 2–0      | Estonia |
| ----------------------- | -------- | ------- |
| Marica 31' (ph.đ.), 81' | Chi tiết |         |

| Thổ Nhĩ Kỳ | 0–2      | Hà Lan                   |
| ---------- | -------- | ------------------------ |
|            | Chi tiết | Robben 8' · Sneijder 47' |

Chú thích
1. ↑  Trận đấu giữa Hungary và Romania phải thi đấu mà không có khán giả do lệnh trừng phạt áp đặt bởi FIFA do sự phân biệt chủng tộc tụng kinh bằng cách ủng hộ Hungary.[3]

## Danh sách cầu thủ ghi bàn
11 bàn
| - Robin van Persie |

5 bàn
| - Jeremain Lens - Rafael van der Vaart | - Ciprian Marica - Umut Bulut | - Burak Yılmaz |  |

4 bàn
| - Balázs Dzsudzsák |

3 bàn
| - Arjen Robben | - Gabriel Torje |  |

2 bàn
| - Konstantin Vassiljev - Dániel Böde - Zoltán Gera - Tamás Hajnal | - Vladimir Koman - Ádám Szalai - Klaas-Jan Huntelaar - Bruno Martins Indi | - Ruben Schaken - Costin Lazăr - Mevlüt Erdinç - Selçuk İnan |

1 bàn
| - Henri Anier - Tarmo Kink - Joel Lindpere - Andres Oper - Roland Juhász - Krisztián Németh - Nemanja Nikolić - Tamás Priskin | - Vilmos Vanczak - Luciano Narsingh - Wesley Sneijder - Kevin Strootman - Alexandru Chipciu - Valerică Găman - Gheorghe Grozav - Alexandru Maxim | - Adrian Mutu - Mihai Pintilii - Cristian Tănase - Claudiu Keserü - Bogdan Stancu - Emre Belözoğlu - Arda Turan |

phản lưới nhà
| - Ildefons Lima (trong trận gặp Hungary) | - Szilárd Devecseri (trong trận gặp Hà Lan) |  |

## Thẻ phạt
| Pos | Cầu thủ              | Quốc gia   | Thẻ vàng | Thẻ đỏ | Treo giò                                                                | Ghi chú |
| --- | -------------------- | ---------- | -------- | ------ | ----------------------------------------------------------------------- | --- |
| DF  | Marc Vales           | Andorra    | 3        | 1      | vs Romania (11 tháng 9 năm 2012)                                        | Đuổi khỏi sân trong trận vòng loại giải vô địch bóng đá thế giới 2014                                                                    |
| DF  | Enar Jääger          | Estonia    | 2        | 1      | vs Hungary (12 tháng 10 năm 2012) vs Turkey (ngày 11 tháng 10 năm 2013) | Đuổi khỏi sân trong trận vòng loại giải vô địch bóng đá thế giới 2014 Vắng mặt trong 2 trận vòng loại giải vô địch bóng đá thế giới 2014 |
| MF  | Balázs Dzsudzsák     | Hungary    | 2        | 0      | vs Thổ Nhĩ Kỳ (16 tháng 10 năm 2012)                                    | Vắng mặt trong 2 trận vòng loại giải vô địch bóng đá thế giới 2014                                                                       |
| DF  | Roland Juhász        | Hungary    | 2        | 0      | vs Thổ Nhĩ Kỳ (16 tháng 10 năm 2012)                                    | Vắng mặt trong 2 trận vòng loại giải vô địch bóng đá thế giới 2014                                                                       |
| MF  | Hamit Altıntop       | Thổ Nhĩ Kỳ | 2        | 0      | vs Andorra (22 tháng 3 năm 2013)                                        | Vắng mặt trong 2 trận vòng loại giải vô địch bóng đá thế giới 2014                                                                       |
| DF  | Dorin Goian          | România    | 2        | 0      | vs Hà Lan (26 tháng 3 năm 2013)                                         | Vắng mặt trong 2 trận vòng loại giải vô địch bóng đá thế giới 2014                                                                       |
| MF  | Victor Moreira       | Andorra    | 2        | 0      | vs Thổ Nhĩ Kỳ (6 tháng 9 năm 2013)                                      | Vắng mặt trong 2 trận vòng loại giải vô địch bóng đá thế giới 2014                                                                       |
| DF  | Bekir İrtegün        | Thổ Nhĩ Kỳ | 2        | 0      | vs Andorra (6 tháng 9 năm 2013)                                         | Vắng mặt trong 2 trận vòng loại giải vô địch bóng đá thế giới 2014                                                                       |
| MF  | Aleksandr Dmitrijev  | Estonia    | 2        | 0      | vs Hungary (10 tháng 9 năm 2013)                                        | Vắng mặt trong 2 trận vòng loại giải vô địch bóng đá thế giới 2014                                                                       |
| DF  | Raio Piiroja         | Estonia    | 2        | 1      | vs Hungary (10 tháng 9 năm 2013)                                        | Đuổi khỏi sân trong trận vòng loại giải vô địch bóng đá thế giới 2014                                                                    |
| MF  | Konstantin Vassiljev | Estonia    | 2        | 0      | vs Hungary (10 tháng 9 năm 2013)                                        | Vắng mặt trong 2 trận vòng loại giải vô địch bóng đá thế giới 2014                                                                       |
| DF  | Zsolt Korcsmar       | Hungary    | 2        | 0      | vs Estonia (10 tháng 9 năm 2013)                                        | Vắng mặt trong 2 trận vòng loại giải vô địch bóng đá thế giới 2014                                                                       |
| DF  | Bruno Martins Indi   | Hà Lan     | 3        | 0      | vs Andorra (10 tháng 9 năm 2013)                                        | Vắng mặt trong 2 trận vòng loại giải vô địch bóng đá thế giới 2014                                                                       |
| MF  | Arjen Robben         | Hà Lan     | 2        | 0      | vs Andorra (10 tháng 9 năm 2013)                                        | Vắng mặt trong 2 trận vòng loại giải vô địch bóng đá thế giới 2014                                                                       |
| MF  | Alexandru Bourceanu  | România    | 2        | 0      | vs Thổ Nhĩ Kỳ (10 tháng 9 năm 2013)                                     | Vắng mặt trong 2 trận vòng loại giải vô địch bóng đá thế giới 2014                                                                       |
| DF  | Răzvan Raţ           | România    | 2        | 0      | vs Andorra (11 tháng 10 năm 2013)                                       | Vắng mặt trong 2 trận vòng loại giải vô địch bóng đá thế giới 2014                                                                       |
| DF  | Moises San Nicolas   | Andorra    | 4        | 1      | vs Romania (11 tháng 10 năm 2013)                                       | Vắng mặt trong 2 trận vòng loại giải vô địch bóng đá thế giới 2014                                                                       |
| DF  | Ildefonso Lima       | Andorra    | 2        | 0      | vs Romania (11 tháng 10 năm 2013)                                       | Vắng mặt trong 2 trận vòng loại giải vô địch bóng đá thế giới 2014                                                                       |
| MF  | Ats Purje            | Estonia    | 2        | 0      | vs Thổ Nhĩ Kỳ (11 tháng 10 năm 2013)                                    | Vắng mặt trong 2 trận vòng loại giải vô địch bóng đá thế giới 2014                                                                       |
| MF  | Josep Ayala          | Andorra    | 2        | 0      | vs Hungary (15 tháng 10 năm 2013)                                       | Vắng mặt trong 2 trận vòng loại giải vô địch bóng đá thế giới 2014                                                                       |
| ST  | Marc Pujol           | Andorra    | 2        | 0      | vs Hungary (15 tháng 10 năm 2013)                                       | Vắng mặt trong 2 trận vòng loại giải vô địch bóng đá thế giới 2014                                                                       |
| DF  | Vlad Chiricheș       | România    | 2        | 0      | vs Estonia (15 tháng 10 năm 2013)                                       | Vắng mặt trong 2 trận vòng loại giải vô địch bóng đá thế giới 2014                                                                       |
| MF  | Nigel de Jong        | Hà Lan     | 2        | 0      | vs Thổ Nhĩ Kỳ (15 tháng 10 năm 2013)                                    | Vắng mặt trong 2 trận vòng loại giải vô địch bóng đá thế giới 2014                                                                       |
| DF  | Richárd Guzmics      | Hungary    | 2        | 0      | vs Andorra (15 tháng 10 năm 2013)                                       | Vắng mặt trong 2 trận vòng loại giải vô địch bóng đá thế giới 2014                                                                       |
| DF  | Caner Erkin          | Thổ Nhĩ Kỳ | 2        | 0      | vs Hà Lan (15 tháng 10 năm 2013)                                        | Vắng mặt trong 2 trận vòng loại giải vô địch bóng đá thế giới 2014                                                                       |
| DF  | Daley Blind          | Hà Lan     | 2        | 0      | TBD (2014)                                                              | Vắng mặt trong 2 trận vòng loại giải vô địch bóng đá thế giới 2014                                                                       |